# Велингтон
Велингтон (енгл. Wellington изговор: /ˈwælɪŋtən/, маорски: Te Whanganui-ā-Tara) је главни град Новог Зеланда и други град по величини после Окланда. Основан је 1839. године на крајњем југу Северног острва Новог Зеланда у природном заливу Порт Никелсон (Port Nichelson). Уз помоћ луке која се налази на трговачким маршрутама, Велингтон се веома брзо развио. Велингтон је најјужнији главни град на свету. Налази се у регији Велингтон близу географског центра државе. Велингтон има умерену приморску климу. Он се сматра најветровитијим градом на свету.
Градска зона Велингтона налази се на брдовитом терену и простире се у два правца северно од центра града - у басену Порируа и долини Хат. Градска и приградска зона су подељена на четири управна подручја. Сам регион је већи од града и обухвата и Капити Коуст на северу и област Вајрапа и Римутака Рејнџ на истоку.

## Име
Велингтон је назван у част Артура Велслија, првог војводе од Велингтона, победника у бици код Ватерлоа. Војводина титула води порекло од места Велингтон у Самерсету у Енглеској.
На маорском језику, Велингтон има три назива. Те Ванга-нуи-а-Тара се односи на залив и значи „велики залив Таре“. Затим Понеке, што је пренета реч од Порт Ник, односно Порт Николсон, где се налази централно маорско светилиште. Трећи назив је Те Упоко-о-те-Ика-а-Мауи, што значи Глава рибе Мауи, и означава традиционални назив за јужни део Северног острва.
Велингтон такође има и неколико популарних надимака попут Лучка престоница, Веливуд и (данас ређе) Ветровити град.

## Географија
Велингтон се налази на нивоу мора. Налази се на обали Куковог пролаза.

### Клима
У Велингтону је заступљена океанска клима. Климу одликују стални ветрови, као и мали распон температура, током године. Просечна температура најхладнијег месеца (јул) износи 8,4 °C, а најтоплијег (фебруар) 16,4 °C. Највиша забележена температура је 31,1 °C, а најнижа -1,9 °C. Температуре се лети обично крећу од 18 °C до 26 °C, ретко кад више или мање од тога. Падавина је доста, годишње око 1200 mm. Снег је веома редак. Последњи пут је забележен у зиму 1995. године.
| Клима Велингтон                  | Клима Велингтон | Клима Велингтон | Клима Велингтон | Клима Велингтон | Клима Велингтон | Клима Велингтон | Клима Велингтон | Клима Велингтон | Клима Велингтон | Клима Велингтон | Клима Велингтон | Клима Велингтон | Клима Велингтон  |
| Показатељ \ Месец                | .Јан.           | .Феб.           | .Мар.           | .Апр.           | .Мај.           | .Јун.           | .Јул.           | .Авг.           | .Сеп.           | .Окт.           | .Нов.           | .Дец.           | .Год.            |
| -------------------------------- | --------------- | --------------- | --------------- | --------------- | --------------- | --------------- | --------------- | --------------- | --------------- | --------------- | --------------- | --------------- | ---------------- |
| Апсолутни максимум, °C (°F)      | 30,1 (86,2)     | 30,1 (86,2)     | 28,3 (82,9)     | 27,3 (81,1)     | 22,0 (71,6)     | 18,3 (64,9)     | 17,6 (63,7)     | 19,3 (66,7)     | 21,9 (71,4)     | 25,1 (77,2)     | 26,9 (80,4)     | 29,1 (84,4)     | 30,1 (86,2)      |
| Максимум, °C (°F)                | 20,1 (68,2)     | 20,3 (68,5)     | 19,0 (66,2)     | 16,6 (61,9)     | 14,0 (57,2)     | 11,9 (53,4)     | 11,1 (52)       | 11,9 (53,4)     | 13,4 (56,1)     | 15,0 (59)       | 16,7 (62,1)     | 18,7 (65,7)     | 15,7 (60,3)      |
| Просек, °C (°F)                  | 16,6 (61,9)     | 16,8 (62,2)     | 15,7 (60,3)     | 13,7 (56,7)     | 11,3 (52,3)     | 9,3 (48,7)      | 8,5 (47,3)      | 9,1 (48,4)      | 10,5 (50,9)     | 11,9 (53,4)     | 13,4 (56,1)     | 15,3 (59,5)     | 12,7 (54,9)      |
| Минимум, °C (°F)                 | 13,1 (55,6)     | 13,3 (55,9)     | 12,4 (54,3)     | 10,7 (51,3)     | 8,6 (47,5)      | 6,7 (44,1)      | 5,9 (42,6)      | 6,4 (43,5)      | 7,5 (45,5)      | 8,8 (47,8)      | 10,1 (50,2)     | 12,0 (53,6)     | 9,6 (49,3)       |
| Апсолутни минимум, °C (°F)       | 4,1 (39,4)      | 5,2 (41,4)      | 4,6 (40,3)      | 2,6 (36,7)      | 1,0 (33,8)      | −0,1 (31,8)     | 0,0 (32)        | −0,1 (31,8)     | 0,2 (32,4)      | 1,2 (34,2)      | 1,7 (35,1)      | 3,4 (38,1)      | −0,1 (31,8)      |
| Количина кише, mm (in)           | 78,0 (3,071)    | 76,8 (3,024)    | 85,2 (3,354)    | 100,3 (3,949)   | 120,9 (4,76)    | 132,9 (5,232)   | 136,6 (5,378)   | 126,5 (4,98)    | 100,0 (3,937)   | 110,2 (4,339)   | 89,2 (3,512)    | 91,9 (3,618)    | 1.248,5 (49,154) |
| Дани са кишом (≥ 1.0 mm)         | 7,3             | 6,9             | 8,2             | 9,4             | 11,6            | 13,4            | 13,4            | 13,1            | 11,2            | 11,4            | 9,5             | 9,0             | 124,4            |
| Релативна влажност, % (у 9am ч.) | 79,4            | 81,6            | 82,1            | 82,8            | 84,4            | 86,0            | 85,9            | 84,5            | 80,8            | 80,3            | 78,8            | 79,7            | 82,2             |
| Сунчани сати — месечни просек    | 239,0           | 205,3           | 194,0           | 153,8           | 125,9           | 102,6           | 112,0           | 136,8           | 162,1           | 191,5           | 210,7           | 223,4           | 2.057,1          |
| Извор: CliFlo                    |                 |                 |                 |                 |                 |                 |                 |                 |                 |                 |                 |                 |                  |

| Клима Велингтонски Међународни Аеродром | Клима Велингтонски Међународни Аеродром | Клима Велингтонски Међународни Аеродром | Клима Велингтонски Међународни Аеродром | Клима Велингтонски Међународни Аеродром | Клима Велингтонски Међународни Аеродром | Клима Велингтонски Међународни Аеродром | Клима Велингтонски Међународни Аеродром | Клима Велингтонски Међународни Аеродром | Клима Велингтонски Међународни Аеродром | Клима Велингтонски Међународни Аеродром | Клима Велингтонски Међународни Аеродром | Клима Велингтонски Међународни Аеродром | Клима Велингтонски Међународни Аеродром |
| Показатељ \ Месец                       | .Јан.                                   | .Феб.                                   | .Мар.                                   | .Апр.                                   | .Мај.                                   | .Јун.                                   | .Јул.                                   | .Авг.                                   | .Сеп.                                   | .Окт.                                   | .Нов.                                   | .Дец.                                   | .Год.                                   |
| --------------------------------------- | --------------------------------------- | --------------------------------------- | --------------------------------------- | --------------------------------------- | --------------------------------------- | --------------------------------------- | --------------------------------------- | --------------------------------------- | --------------------------------------- | --------------------------------------- | --------------------------------------- | --------------------------------------- | --------------------------------------- |
| Апсолутни максимум, °C (°F)             | 29,4 (84,9)                             | 30,6 (87,1)                             | 28,3 (82,9)                             | 25,2 (77,4)                             | 22,0 (71,6)                             | 19,2 (66,6)                             | 18,8 (65,8)                             | 18,3 (64,9)                             | 22,6 (72,7)                             | 23,9 (75)                               | 26,8 (80,2)                             | 29,6 (85,3)                             | 30,6 (87,1)                             |
| Максимум, °C (°F)                       | 21,1 (70)                               | 21,1 (70)                               | 19,7 (67,5)                             | 17,3 (63,1)                             | 15,0 (59)                               | 13,0 (55,4)                             | 12,2 (54)                               | 12,8 (55)                               | 14,3 (57,7)                             | 15,8 (60,4)                             | 17,6 (63,7)                             | 19,6 (67,3)                             | 16,6 (61,9)                             |
| Просек, °C (°F)                         | 17,7 (63,9)                             | 17,8 (64)                               | 16,6 (61,9)                             | 14,4 (57,9)                             | 12,3 (54,1)                             | 10,3 (50,5)                             | 9,4 (48,9)                              | 10,0 (50)                               | 11,4 (52,5)                             | 12,8 (55)                               | 14,5 (58,1)                             | 16,4 (61,5)                             | 13,6 (56,5)                             |
| Минимум, °C (°F)                        | 14,4 (57,9)                             | 14,5 (58,1)                             | 13,5 (56,3)                             | 11,5 (52,7)                             | 9,5 (49,1)                              | 7,6 (45,7)                              | 6,6 (43,9)                              | 7,2 (45)                                | 8,6 (47,5)                              | 9,8 (49,6)                              | 11,3 (52,3)                             | 13,3 (55,9)                             | 10,7 (51,3)                             |
| Апсолутни минимум, °C (°F)              | 4,3 (39,7)                              | 4,5 (40,1)                              | 4,3 (39,7)                              | 2,3 (36,1)                              | 0,6 (33,1)                              | −0,6 (30,9)                             | −1,1 (30)                               | −0,2 (31,6)                             | −1,0 (30,2)                             | 1,2 (34,2)                              | 2,1 (35,8)                              | 3,8 (38,8)                              | −1,1 (30)                               |
| Количина кише, mm (in)                  | 63,9 (2,516)                            | 54,5 (2,146)                            | 71,4 (2,811)                            | 79,1 (3,114)                            | 92,7 (3,65)                             | 108,2 (4,26)                            | 111,4 (4,386)                           | 102,6 (4,039)                           | 81,0 (3,189)                            | 87,0 (3,425)                            | 70,9 (2,791)                            | 71,1 (2,799)                            | 993,8 (39,126)                          |
| Дани са кишом (≥ 1.0 mm)                | 6,5                                     | 6,3                                     | 7,7                                     | 8,2                                     | 10,0                                    | 12,4                                    | 12,1                                    | 12,4                                    | 10,6                                    | 10,4                                    | 8,5                                     | 8,2                                     | 113,3                                   |
| Релативна влажност, % (у 9am ч.)        | 75,0                                    | 76,8                                    | 77,5                                    | 78,1                                    | 80,0                                    | 81,6                                    | 81,3                                    | 80,1                                    | 76,5                                    | 75,3                                    | 73,5                                    | 74,9                                    | 77,6                                    |
| Извор: CliFlo                           |                                         |                                         |                                         |                                         |                                         |                                         |                                         |                                         |                                         |                                         |                                         |                                         |                                         |

## Историја
Према маорској легенди, митолошки краљ Полинезије, Купе је први открио Нови Зеланд у 10. веку.
Прве европске насеобине појавиле се су се доласком експедиције тзв. Компаније Нови Зеланд, са брода Тори, 20. септембра 1839. За њима је дошло и 150 насељеника са брода Аурора 22. јануара 1840. Прве домове су саградили у Петону који су тада називали Британија на висоравни близу ушћа реке Хат. Ова регија се показала као мочварна и склона поплавама па су ново насеље изградили на оближњим брдима и то према оригиналним плановима без измена у односу на промену терена.
Велингтон је био веома оштећен приликом земљотреса 1848. и 1855. Вајрарапа земљотрес из 1855. је погодио северни део Велингтона и сматра се једним од најјачих земљотреса у историји целог Новог Зеланда са снагом 8,2 рихтерове скале. Изазвао је вертикална померања од два до три метра на великом подручју укључујући и луку која је претворена у мочвару. Каснијим деловањем овај простор је искоришћен за изградњу данашњег пословног центра Велингтона.
Цела ова област има веома јаку сеизмичку активност чак и по стандардима Новог Зеланда јер се у њој налази велики број тзв. геолошких разлома. Сваке године Велингтон погоди неколико земљотреса који се могу осетити. Годинама након разорног земљотреса 1855. зграде у Велингтону су прављене од дрвета. Зграда Владе, која је реновирана 1996, је највећа дрвена зграда на јужној полулопти. Иако су остали материјали попут бетона и челика касније употребљавани за изградњу пословних простора и дан данас већина стамбеног простора се гради од дрвених греда.
Велингтон је постао главни град Новог Зеланда 1865. заменивши Окланд који је Вилијам Хобсон 1841. прогласио за главни град. Парламент је прво незванично заседање у Велингтону одржао 7. јула 1862. али званична промена није уследила још неко време. У новембру 1863. премијер Алфред Домет је пред парламентом објавио потребу да се седиште владе премести на југ, очигледно из страха да би јужни делови Новог Зеланда богати златом могли прогласити засебну колонију. Неутрални повереници из Аустралије објавили су да је Велингтон најбоља локација због луке и централне позиције. Прва званична седница парламента у Велингтону је одржана 26. јула 1865. Тада је Велингтон бројао 4.900 становника.

## Становништво
Четири града која сачињавају Велингтон имају укупну популацију од 422.700 (јун 2018), при чему урбана област садржи 99,0% те популације. Преостала област је углавном планинска са покојом фармом, или обухваћена парковима и изван граница градског подручја. У већој мери него што је то случај са већином других градова, живот доминира централна пословна област. Око 62.000 људи ради у тој области, само 4.000 мање од кореспондирајуће области у Окланду, иако он има четири пута више становника.
Подаци пописа из 2013. године садрже расподеле по областима, роду и узрасту. Велингтон Сити је имао највећу популацију од четири града са 190.956 људи, чему су следили Ловер Хат, Порируа и Апер Хат. У све четири области је било више жена него мушкараца.
| Град                   | Укупно  | Мушкараца | Жена    |
| ---------------------- | ------- | --------- | ------- |
| Велингтон              | 190.956 | 92.481    | 98.478  |
| Ловер Хат              | 98.238  | 47.556    | 50.682  |
| Порируа                | 51.717  | 24.906    | 26.811  |
| Апер Хат               | 40.179  | 19.770    | 20.409  |
| Укупно за четири града | 381.090 | 184.713   | 196.380 |

Извор:
Статистика Новог Зеланда (Попис из 2013)

## Значај
Велингтон је политички центар Новог Зеланда и у њему се налазе Парламент укључујући и централе свих министарстава и секретаријата Владе као и највећи део дипломатских представништава на Новом Зеланду.
Централни део Велингтона представља компактну целину са веома живим уметничким и ноћним животом за град ове величине. Велингтон је центар новозеландске филмске и позоришне уметности. Те Папа Тонгарева (Народни музеј Новог Зеланда), Симфонијски оркестар Новог Зеланда, Краљевски балет Новог Зеланда и међународни бијенале Уметнички фестивал се сви налазе у Велингтону.
Велингтон се налази на дванаестом месту по квалитету живота у свету према истраживању из 2007. Од англосаксонских налази се на петом месту а од домаћих градова једино иза Окланда.
У Велингтону се налази седиште Врховног суда Новог Зеланда.
Кућа генералног гувернера се такође налази у Велингтону у Њутону.